# 帕克章克申 (加利福尼亞州)
帕克章克申（英語：Parker Junction）是位於美國加利福尼亞州聖貝納迪諾縣的一個非建制地區。該地的面積和人口皆未知。

## 地理
帕克章克申的座標為34°46′13″N 114°35′46″W / 34.77028°N 114.59611°W，而該地的平均海拔高度為225米（即738英尺）。